# Coelomera maculicollis
Coelomera maculicollis es un coleóptero de la familia Chrysomelidae.
Fue descrita científicamente en 1865 por Clark.